# Klaus Wowereit
Klaus Wowereit (Nyugat-Berlin, 1953. október 1.) német szociáldemokrata politikus, 2001-2014 között Berlin polgármestere.

## Élete
1953-ban, Nyugat-Berlin egyik külvárosában született szegény családban, ahol az öt gyereket özvegy édesanyjuk nevelte. Klaus, a legfiatalabb négyéves volt, amikor meghalt a nővére, később balesetben elvesztette egyik bátyját is. A berlin Ulrich-von-Hutten-Oberschule-be járt, majd a Freie Universität Berlinen jogot hallgatott. 1979-től köztisztviselőként dolgozott, először a kerületi bíróságon mint referens, majd 1984-től a berlin-tempelhofi kerület oktatási és kultúrtanácsnoka.
Még érettségi előtt belépett az SPD-be, ahol végigjárta a szamárlétrát, az ifjúszocialisták önkéntességétől a kerületi képviselőségen át – ahová 30 évesen választották be – addig, hogy a párt jelöltjeként 1995-ben beválasztották a berlini képviselőházba. 1999 decemberében a SPD frakcióvezetőjévé választották. 2001-ben elindult a polgármesteri tisztségért, amit el is nyert. 2006-ban ismét polgármesterré választották. 2011-ben ismét pártja kapta a legtöbb szavazatot, ám a konzervatívakkal kényszerültek nagykoalícióba.
A 2001-es polgármesteri választást megelőző kampányban homoszexualitását nyilvánosan felvállalta. Az SPD kongresszusa előtt elhangzott mondata („Ich bin schwul, und das ist auch gut so.”, magyarul: „Meleg vagyok, és ez így van jól.”) azóta szállóigévé vált. 1993 és 2020 között élettársa volt a nála 12 évvel fiatalabb Jörn Kubicki orvos, akivel kezdetben nem verték nagydobra kapcsolatukat, de Wowereit emlékezetes bejelentése óta egyre többször együtt jelennek meg a nyilvánosság előtt.
2014. augusztus 26-án bejelentette, hogy december 11-i hatállyal lemond polgármesteri tisztségéről.